# Mi Plan Remixes
Mi Plan Remixes es un álbum de remixes de la cantautora canadiense Nelly Furtado, lanzado el 26 de octubre del 2010 por Universal Music Latino. El álbum consiste en 12 remixes de canción de su álbum Mi plan.

## Recepción crítica
Stephen Thomas Erlewine de Allmusic proclamó: "no hay nada esencial entre los remixes, todos son agradables y tienen un ritmo más pronunciado".

## Lista de canciones
| Standard edition |                                                              |                                       |          |  |
| N.º              | Título                                                       | Escritor(es)                          | Duración |  |
| 1.               | «Fuerte» (Original English Version) (featuring Concha Buika) | Nelly Furtado, Alex Cuba, James Bryan | 2:50     |  |
| 2.               | «Manos al Aire» (Robbie Rivera Radio Mix)                    | Furtado, James Bryan, Alex Cuba       | 3:32     |  |
| 3.               | «Más» (Urban Remix) (featuring Tony Dize)                    | Furtado, Lester Méndez, Andrés Recio  | 3:49     |  |
| 4.               | «Bajo Otra Luz» (Humby Remix)                                | Julieta Venegas, Maria Rodríguez      | 3:52     |  |
| 5.               | «Fuerte» (Twisted Dee Club Mix)                              | Furtado, Cuba, Bryan                  | 8:38     |  |
| 6.               | «Manos al Aire» (Juan Magan Remix)                           | Furtado, James Bryan, Alex Cuba       | 4:24     |  |
| 7.               | «Más» (Rebirth Demolition Crew Mix)                          | Furtado, Mendez, Recio                | 6:26     |  |
| 8.               | «Bajo Otra Luz» (Dancehall Yogi Remix)                       | Julieta Venegas, Maria Rodríguez      | 3:44     |  |
| 9.               | «Fuerte» (Humby Urban Club Mix)                              | Furtado, Cuba, Bryan                  | 3:36     |  |
| 10.              | «Manos al Aire» (Tiësto Remix)                               | Furtado, James Bryan, Alex Cuba       | 7:33     |  |
| 11.              | «Bajo Otra Luz» (Rebirth Demolition Mix)                     | Julieta Venegas, Maria Rodríguez      | 3:26     |  |
| 12.              | «Fuerte» (Cajjmere Wray Hot Swear Mix)                       | Furtado, Cuba, Bryan                  | 8:06     |  |

## Posicionamiento
| Listas (2010)                   | Posición |
| ------------------------------- | -------- |
| U.S. Billboard Latin Pop Albums | 16       |